# Gregório de Alarcón
Gregorio de Alarcón, OAD (1558 - agosto de 1624) foi um prelado católico romano que serviu como bispo de Santiago de Cuba (1624).

## Biografia
Gregorio de Alarcón nasceu em Castillo de Garcimuñoz, em Espanha, em 1558 e foi ordenado sacerdote no Ordo Augustinensium Discalceatorum a 22 de dezembro de 1576. No dia 29 de abril de 1624, foi nomeado durante o papado do Papa Urbano VIII como Bispo de Santiago de Cuba. Em julho de 1624, foi consagrado bispo por Juan Bravo Lagunas, bispo de Ugento. Serviu como Bispo de Santiago de Cuba até à sua morte em agosto de 1624.